# Confidences (série télévisée)
Pour les articles homonymes, voir Confidences.
Confidences est une série télévisée française en quatre épisodes de 26 minutes créée par Laurent Dussaux, diffusée entre le 9 mars et le 30 mars 2007 sur Canal+.

## Synopsis
Huit personnes, quatre femmes et quatre hommes, se confient, seuls ou à plusieurs, devant une caméra pour faire le point sur l'étape de la quarantaine. Chacun exprime son opinion, se remet en question, parle de ses expériences, du couple et du célibat, avec pudeur, ou avec beaucoup de lucidité. Peu à peu, la parole se libère, et les huit amis échangent bientôt sur le sexe et le plaisir. Les téléspectateurs s'attachent aux personnages, les intrigues se forment et se déforment, jusqu'à l'explosion d'un des couples.

## Distribution
- Natacha Lindinger : Pauline
- Sophie Mounicot : Marie
- Catherine Marchal : Catherine
- Antoine Duléry : Éric
- Olivier Marchal : Jean-Pierre
- Stéphan Guérin-Tillié : Alex
- Judith El Zein : Sophie
- Laurent Olmedo : Franck

## Épisodes
1. La langue des plaisirs
2. Les plaisirs solitaires
3. Les plaisirs à plusieurs
4. Le chemin des plaisirs